# 2e division d'infanterie bavaroise
Pour les articles homonymes, voir 2e division.
La 2e division d'infanterie bavaroise est une unité de l'armée bavaroise engagée dans la guerre austro-prussienne de 1866 aux côtés de l'empire d'Autriche, puis dans guerre franco-allemande de 1870 contre les Français. L'armée bavaroise est rattachée à l'armée allemande et combat lors de la Première Guerre mondiale. Au déclenchement du conflit, elle forme avec la 1re division d'infanterie bavaroise le Ier corps d'armée bavarois. Elle combat initialement en Lorraine à Sarrebourg puis en poursuivant les Français dans la trouée de Charmes et vers Nancy, avant d'être transférée dans la Somme et de combattre vers Albert.
La 2e division d'infanterie bavaroise occupe un secteur du front dans la Somme jusqu'en octobre 1915 où elle est déplacée en Artois pour combattre vers Souchez. Elle reste dans cette région jusqu'en mai 1916. En mai 1916, la division est engagée dans la bataille de Verdun, puis au cours de l'automne dans la bataille de la Somme. Lors de l'année 1917, la division combat sur le Chemin des Dames. En 1918, la 2e division d'infanterie bavaroise participe à l'offensive Michael puis à la bataille de Champagne. Elle est ensuite employée dans des combats défensifs durant l'automne 1918. Après la signature de l'armistice, la division est transférée en Allemagne où elle est dissoute au cours de l'année 1919.

## Guerre austro-prussienne et guerre franco-allemande de 1870
Durant la guerre austro-prussienne de 1866, le royaume de Bavière est allié avec l'empire d'Autriche contre le royaume de Prusse. La 2e division bavaroise combat les troupes prussiennes à Kissingen, à Helmstadt et à Waldbüttelbrunn.
Lors de la guerre franco-allemande de 1870, le royaume de Bavière est allié au royaume de Prusse et combat les troupes françaises. La 2e division d'infanterie bavaroise combat à Beaumont, à Sedan, puis participe au siège de Paris. Elle est ensuite impliquée dans les batailles d'Orléans et de Loigny.

## Première Guerre mondiale

### Composition

#### Temps de paix, début 1914
- 3e brigade d'infanterie royale bavaroise (de) (Augsbourg)

3e régiment d'infanterie royal bavarois (de) (Augsbourg)
20e régiment d'infanterie royal bavarois (de) (Lindau), (Kempten)
- 4e brigade d'infanterie royale bavaroise (de) (Neu-Ulm)

12e régiment d'infanterie royal bavarois (de) (Neu-Ulm)
15e régiment d'infanterie royal bavarois (de) (Neubourg-sur-le-Danube)
- 2e brigade de cavalerie royale bavaroise (de) (Augsbourg)

4e régiment de chevau-légers royal bavarois (de) (Augsbourg)
8e régiment de chevau-légers royal bavarois (de) (Dillingen an der Donau)
- 2e brigade d'artillerie de campagne royale bavaroise (de) (Augsbourg)

4e régiment d'artillerie de campagne royal bavarois (de) (Augsbourg)
9e régiment d'artillerie de campagne royal bavarois (de) (Landsberg am Lech)

#### Composition à la mobilisation - 1915
- 3e brigade d'infanterie bavaroise

3e régiment d'infanterie bavarois « prince Charles de Bavière »
20e régiment d'infanterie bavarois « prince François »
- 4e brigade d'infanterie bavaroise

12e régiment d'infanterie bavarois « prince Arnulf »
15e régiment d'infanterie bavarois « roi Frédéric Auguste de Saxe »
- 2e brigade d'artillerie de campagne bavaroise

4e régiment d'artillerie de campagne bavarois « du roi »
9e régiment d'artillerie de campagne bavarois
- 4e régiment de chevau-légers bavarois « du roi »
- 2e compagnie du 1er bataillon de pionniers bavarois

#### 1916
- 4e brigade d'infanterie bavaroise

12e régiment d'infanterie bavarois « prince Arnulf »
15e régiment d'infanterie bavarois « roi Frédéric Auguste de Saxe »
20e régiment d'infanterie bavarois « prince François »
- 2e brigade d'artillerie de campagne bavaroise

4e régiment d'artillerie de campagne bavarois « du roi »
9e régiment d'artillerie de campagne bavarois
- 3 escadrons du 4e régiment de chevau-légers bavarois « du roi »
- 2e compagnie du 1er bataillon de pionniers bavarois

#### 1917
- 4e brigade d'infanterie bavaroise

12e régiment d'infanterie bavarois « prince Arnulf »
15e régiment d'infanterie bavarois « roi Frédéric Auguste de Saxe »
20e régiment d'infanterie bavarois « prince François »
- 2e commandement d'artillerie divisionnaire bavarois

9e régiment d'artillerie de campagne bavarois
- 2 escadrons du 8e régiment de chevau-légers bavarois
- 2e et 4e compagnies de pionniers bavarois

#### 1918
- 4e brigade d'infanterie bavaroise

12e régiment d'infanterie bavarois « prince Arnulf »
15e régiment d'infanterie bavarois « roi Frédéric Auguste de Saxe »
20e régiment d'infanterie bavarois « prince François »
- 2e commandement d'artillerie divisionnaire bavarois

9e régiment d'artillerie de campagne bavarois
1er bataillon du 3e régiment d'artillerie à pied de réserve bavarois
- 3 escadrons du 8e régiment de chevau-légers bavarois
- 7e bataillon de pionniers bavarois

### Historique
Au déclenchement de la Première Guerre mondiale, la 2e division d'infanterie bavaroise forme avec la 1re division d'infanterie bavaroise le Ier corps d'armée bavarois rattaché à la VIe armée allemande.

#### 1914
- 3 - 9 août : arrivée de la 3e brigade d'infanterie bavaroise à Réding à proximité de Sarrebourg, action de couverture. Le 9 août la division est au complet.
- 10 - 21 août : franchissement de la frontière, prise de Badonviller ; puis repli pour atteindre Gosselming le 17 août. Engagée le 20 août dans la bataille de Sarrebourg, poursuite des troupes françaises en France.
- 22 août - 15 septembre : engagée du 24 au 26 août dans la bataille de la trouée de Charmes où la progression de la division est stoppée. Après quelques jours de repos, engagée dans la bataille du Grand-Couronné progression vers Xaffévillers le 7 septembre.

10 septembre : retrait de la division vers Morhange, puis mouvement vers Metz.
- 15 - 24 septembre : transport par V.F. vers Namur, puis mouvement par étapes vers Péronne.
- 24 septembre - 30 octobre : engagée dans la bataille d'Albert, combat vers Foucaucourt-en-Santerre, combats violents avec de lourdes pertes[n 1].
- 30 octobre 1914 - 6 octobre 1915 : occupation et organisation d'un secteur du front au sud de la Somme, puis à partir de novembre 1914 entre Dompierre-Becquincourt et Maricourt.

avril 1915 : le 3e régiment d'infanterie bavaroise est transféré à la 11e division d'infanterie bavaroise nouvellement formée.

#### 1915
- 6 - 15 octobre : mouvement en Artois, engagée à partir du 10 octobre dans la bataille de l'Artois, combat dans la région de Souchez et de Neuville-Saint-Vaast.
- 16 octobre 1915 - 9 mai 1916 : occupation et organisation d'un secteur du front en Artois.

20 décembre 1915 - 9 mai 1916 : en ligne dans la région de Bailleul-Sir-Berthoult.

#### 1916
- 9 mai - 15 juillet : retrait du front, transport par V.F. dans la région au nord de Verdun, engagée à partir du 22 mai dans la bataille de Verdun.

22 - 25 mai : relève de la 5e division d'infanterie, combat autour du fort de Douaumont, plusieurs attaques françaises sont repoussées.
25 mai - 12 juin : retrait du front et reconstitution dans la région de Romagne-sous-les-Côtes.
12, 23 juin : attaque de l'ouvrage de Thiaumont, la division souffre de pertes très importantes (plus de 50 % de son effectif).
- 15 juillet - 9 octobre : retrait du front et mouvement dans le secteur d'Apremont-la-Forêt et de Saint-Mihiel ; reconstitution et occupation d'un secteur calme du front.
- 10 octobre - 6 novembre : retrait du front, mouvement par V.F. dans la Somme. Engagée dans la bataille de la Somme, occupation d'un secteur vers Sailly-Saillisel, combats violents et pertes importantes.
- 6 novembre 1916 - 5 mai 1917 : retrait du front, mouvement par V.F. en Lorraine et occupation d'un secteur dans le saillant de Saint-Mihiel.

#### 1917
- 5 - 9 mai : retrait du front, concentration à Mars-la-Tour le 6 mai, puis mouvement par V.F. par Conflans-en-Jarnisy pour atteindre Montcornet le 8 mai ; mouvement par étapes de nuit pour occuper un secteur du front dans la région à l'est d'Hurtebise.
- 9 - 27 mai : engagée dans la bataille du Chemin des Dames.

9 - 10 mai : éléments engagés dans le saillant du plateau de Californie.
13, 23 mai : attaques allemandes au nord-ouest du plateau, pertes importantes.
- 27 mai - 20 juin : retrait du front ; repos et instruction au camp de Sissonne, en réserve de l'OHL.
- 20 juin - 3 septembre : mouvement vers l'Argonne, occupation d'un secteur vers la Haute-Chevauchée ; la division est renforcée par l'arrivée de 1 100 hommes entre juin et juillet[3].
- 3 septembre 1917 - 25 janvier 1918 : mouvement de rocade, occupation d'un secteur dans la région de Verdun, vers le bois d'Avocourt, bois de Cheppy, cote 304 ; alternance avec des périodes de repos vers Stenay.

10 novembre - 6 décembre : le 12e régiment d'infanterie bavaroise est détaché en Alsace au sud-est d'Altkirch pour renforcer le secteur par crainte d'une attaque française.

#### 1918
- 25 janvier - 17 mars : relevée par la 19e division de réserve[3] ; retrait du front, stationnement dans la région de Longwy repos et instruction. En réserve de l'OHL.
- 17 - 24 mars : mouvement par V.F. de Audun-le-Roman par Longwy, Sedan, Charleville, Hirson, Anor, Avesnes-sur-Helpe, Le Cateau-Cambrésis, Bertry et Caudry pour atteindre Cambrai[3].
- 24 - 30 mars : mouvement par étapes en direction de Bapaume, est stationnée finalement vers Beaucourt-en-Santerre le 30 mars.
- 31 mars - 4 mai : engagée dans l'offensive Michael. À partir du 2 avril attaque allemande sur Morisel, puis au sud-ouest du village. Le 15 avril, la division est relevée par la 54e division d'infanterie[3].

15 avril - 4 mai : mouvement de rocade au nord de Morisel relève la 15e division d'infanterie durant cette période les pertes de la division sont importantes.
- 4 mai - 2 juin : relevée par la 21e division d'infanterie[3], mouvement par V.F. dans la région de Gand ; repos et reconstitution.
- 2 - 14 juin : relève de la 14e division d'infanterie royale bavaroise[3], occupation d'un secteur dans la région de Morisel.
- 15 juin - 15 juillet : retrait du front, relevée grâce à l'extension du front occupé par les divisions voisines. Mouvement par V.F. en Champagne ; repos et instruction.
- 15 - 20 juillet : engagée dans la bataille de Champagne dans le secteur de Navarin au nord de Souain.
- 20 juillet - 4 août : retrait du front ; repos.
- 4 août - 11 novembre : relève de la 22e division d'infanterie[4] dans la région de Jonchery-sur-Vesle, en ligne jusqu'à la fin du conflit, repli défensif en combattant devant la progression des troupes alliées. Après la signature de l'armistice, la division est transférée en Allemagne où elle est dissoute au cours de l'année 1919.

## Chefs de corps
| Grade           | Nom                                     | Date                                |
| --------------- | --------------------------------------- | ----------------------------------- |
| Generalleutnant | Friedrich von Zoller                    | 27 novembre 1815 - 25 février 1821  |
| Generalleutnant | Maximilian von Preysing-Moos            | 1er juin 1822 - 20 mai 1829         |
| Generalleutnant | Friedrich von Treuberg (de)             | 21 mai 1829 - 14 juin 1830          |
| Generalleutnant | Maximilian Seyssel d'Aix (de)           | 15 juin 1830 - 29 décembre 1836     |
| Generalleutnant | Albert von Pappenheim (de)              | 30 décembre 1836 - 30 mars 1848     |
| Generalleutnant | Anton von Gumppenberg (de)              | 31 mars 1848 - 10 avril 1851        |
| Generalleutnant | Leonhard von Hohenhausen (de)           | 1er octobre 1851 - 22 février 1861  |
| Generalleutnant | Ludwig von der Tann-Rathsamhausen       | 23 février 1861 - 22 janvier 1862   |
| Generalleutnant | Maximilian von Feder (de)               | 23 janvier 1862 - 28 janvier 1869   |
| Generalleutnant | Karl zu Pappenheim                      | 4 mars 1869 - 9 novembre 1870       |
| Generalleutnant | Joseph Maximilian von Maillinger (de)   | 10 novembre 1870 - 24 avril 1873    |
| Generalleutnant | Rudolph von der Tann-Rathsamhausen (de) | 1er mai 1873 - 26 novembre 1875     |
| Generalleutnant | August von Leonrod                      | 27 novembre 1875 - 28 février 1882  |
| Generalleutnant | Otto von Schmidt (de)                   | 1er mars 1882 - 3 avril 1887        |
| Generalleutnant | Benignus von Safferling (de)            | 4 avril 1887 - 8 mai 1889           |
| Generalleutnant | Moritz von Orff                         | 9 mai 1890 - 6 mai 1893             |
| Generalleutnant | Adolph von Asch (de)                    | 7 mai - 11 juin 1893                |
| Generalleutnant | Eugen von Malaisé (de)                  | 12 juin 1893 - 17 mars 1898         |
| Generalleutnant | Karl von Klaus                          | 18 mars 1898 - 25 octobre 1901      |
| Generalleutnant | Theophil von Reichlin-Meldegg (de)      | 26 octobre 1901 - 21 mars 1905      |
| Generalleutnant | Karl von Endres (de)                    | 22 mars - 14 septembre 1905         |
| Generalleutnant | Felix von Bothmer                       | 15 septembre 1905 - 3 décembre 1909 |
| Generalleutnant | Maximilian von Speidel (de)             | 4 décembre 1909 - 14 décembre 1911  |
| Generalleutnant | Ludwig von Gebsattel (de)               | 15 décembre 1911 - 19 mars 1914     |
| Generalleutnant | Ludwig von Hetzel                       | 19 mars 1914 - 8 août 1915          |
| Generalleutnant | Bernhard von Hartz (de)                 | 7 septembre 1915 - 8 février 1917   |
| Generalmajor    | Eugen von Zoellner (de)                 | 8 février 1917 - novembre 1918      |